# ヘロデス・アッティコス

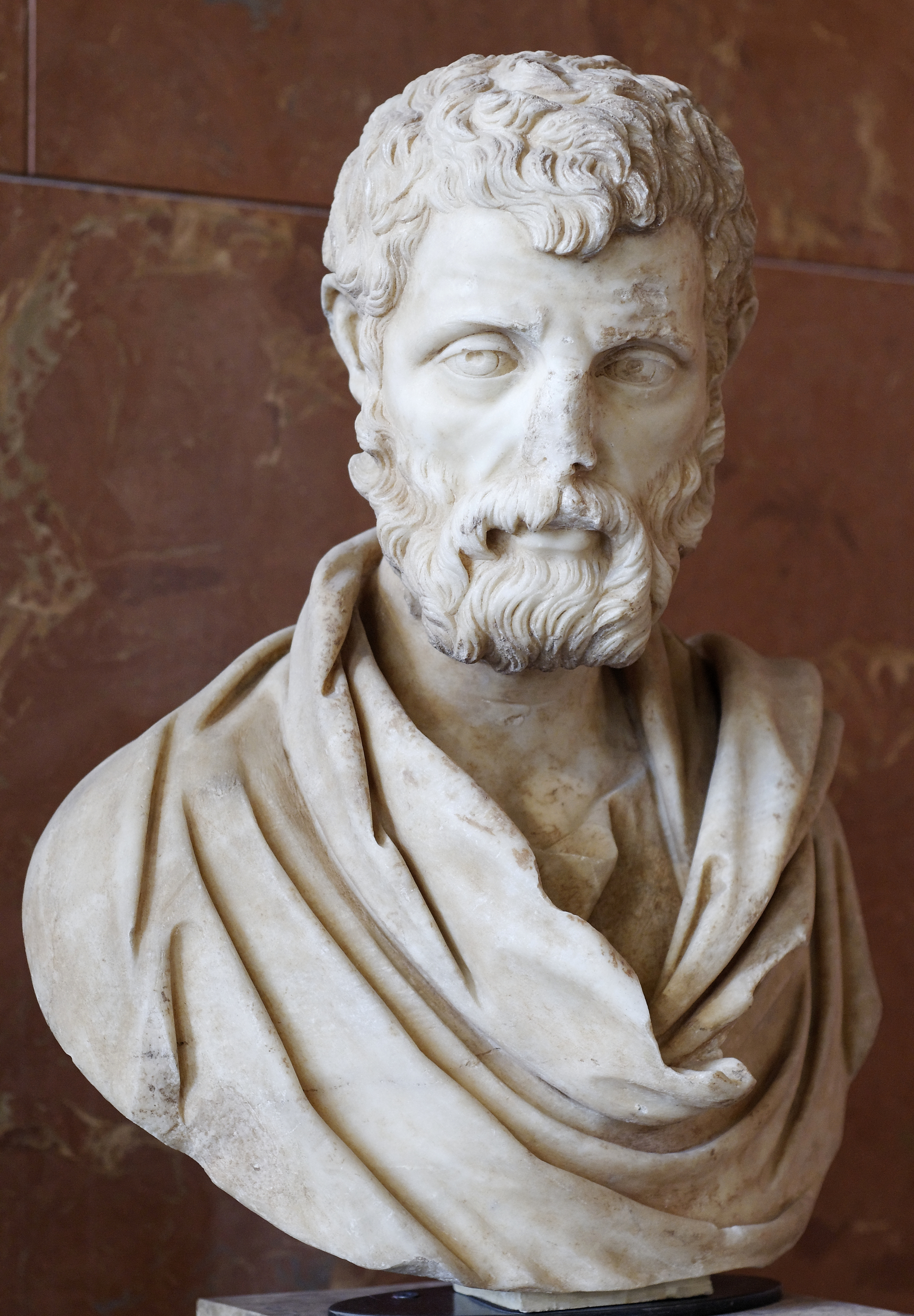
ヘロデスの胸像（ルーヴル美術館蔵、アテネ近郊プロバリントス出土、161年頃作）

ヘロデス・アッティコスまたはヘロデス・アッティクス（羅: Herodes Atticus、古希: Ἡρῴδης ὁ Ἀττικός、古代ギリシア語ラテン翻字: Hērōidēs ho Attikos、101年頃 - 177年頃）は、ローマ帝国期アテナイの大富豪、政治家、ギリシア語弁論家、第二次ソフィスト。ヘロデス・アッティコス音楽堂やパナシナイコスタジアムの建設者。ハドリアヌスやマルクス・アウレリウスの寵愛を受けた。
フルネームはルキウス・ウィブッリウス・ヒッパルクス・ティベリウス・クラウディウス・アッティクス・ヘロデス（羅: Lucius Vibullius Hipparchus Tiberius Claudius Atticus Herodes）。

## 生涯
アテナイ郊外のマラトン出身。ミルティアデスやキモン、アイアコスの末裔と称し、アテナイにおけるローマ皇帝崇拝を司る名家に生まれた。祖父の代、フラウィウス朝の諸皇帝に財産没収されて没落していたが、同名の父親がネルウァから財産回復を認められ、自宅で埋蔵金を発見（おそらく隠し財産の相続を意味する）して再び名家となった。この父親は元老院議員やコンスルを務め、富豪の令嬢アグリッピナと結婚した。ヘロデスの財源はこの両親に由来する。
120年代頃から政治家・弁論家として活動を始めた。官職としては、クァエストル、護民官、プラエトル、元老院議員、コンスル、アシア属州自由諸都市のコッレクトル、アテナイのアゴラノモスやアルコンを務めた。
古代ギリシアの復興を目指して、アテナイなどで私財を投じて土木事業・パトロン事業・慈善事業（エヴェルジェティズム）を行い、民の人気を得た。パンアテナイ祭の主宰者も務め、143年頃にパナシナイコスタジアムを総大理石に改築した。パウサニアスによれば、この改築工事はペンテリコン山の石切り場が枯渇するほど大規模だったという。これらの事業は、ハドリアヌスがゼウス神殿やハドリアヌスの図書館を建てたのと同様のものであり、ヘロデスがハドリアヌスの事業を経済的に支援することもあった。ネロと同様にコリントス地峡の開削工事も試みたが未遂に終わった。
140年頃に14歳の妻レギッラと結婚した。レギッラはローマ人の元老院家系の令嬢であり、上記の事業の多くもレギッラと共同で行われたものだった。レギッラとの間に6児をもうけたが、第4子のブラドゥアが元老院議員になったのを除いて全員早逝し、追悼のため墓碑や像を建てた。
150年代末頃にレギッラが没すると、ヘロデスが殺害したという容疑で、レギッラの弟の元老院議員ブラドゥアから告訴されたが、裁判で無罪を勝ち取った。真相や無罪の理由については現代でも諸説ある。160年頃、レギッラの追悼のため、アテナイに音楽堂（ヘロデス・アッティコス音楽堂）を建てた。
実子とは別に、男の養子兼弟子を複数持った。彼らが早逝した際も墓碑や像を建て、特に美少年のポリュデウケスが没した際は自失するほど悲嘆した。ヘロデスと彼らは、ギリシア的な同性愛・少年愛の関係にあったと推定される。弟子の一人メムノンは、黒い肌のエチオピア人だったともいう。
晩年は、アテナイの僭主（テュランノス）と称され市民と衝突したことから、弟子を連れてマラトンに隠居し、同地で没した。没後、恩を感じた市民により、遺志に反してアテナイ市内に埋葬された。埋葬地の詳細については諸説ある（#遺産）。

## 弁論・思想
ピロストラトスによって第二次ソフィストの筆頭に位置づけられ、「弁舌の王」「ギリシアの舌」とも称されたが、その弁論はほぼ全て散佚している。
わずかに残る弁論として、ゲッリウス『アッティカの夜』19巻12項においてラテン語訳された断片（わが子の早逝を背景にストア派のアパテイア論を揶揄する弁論）や、真作か定かでない『国制について』（英: On the Constitution, ペロポネソス戦争を題材にした習作的弁論）がある。
弁論術や哲学を、半陰陽のソフィスト兼哲学者のファウォリヌス（パボリノス）に学んだ。ファウォリヌスが没した際は、ローマの邸宅・蔵書・インド人奴隷を遺贈された。ヘロデスの学者仲間に、アウルス・ゲッリウス、マルクス・コルネリウス・フロント、ラオディケイアのポレモン、アテナイのセクンドス（哲学者のセクンドスと同一人物か不明）がいた。ヘロデスの教え子に、マルクス・アウレリウス、アエリウス・アリステイデス、カエサレアのパウサニアス（地理学者のパウサニアスと同一人物か不明）がいた。
ピロストラトスによれば、即位直後のハドリアヌスの面前で弁論したが失敗した。また、三十人僭主のクリティアスをアッティカ散文の名手として再評価していた。
ゲッリウスによれば、あるときヘロデスのもとに「哲学者」を名乗る物乞いが訪れた。ヘロデスは、その物乞いが「長い髭とギリシア風の外套」という典型的な哲学者の装いだけで「哲学者」を名乗っていることを非難しながらも、気前よく大金を与えたという。このゲッリウスのエピソードが由来となり、ラテン語の成句「髭は哲学者をつくらない」（Barba non facit philosophum）ができた。
またあるとき、ゲッリウスがアテナイ近郊のケピシア（現キフィシア）にあるヘロデスのヴィラに招かれた際、同席した若者がストア派の知識を饒舌に語って辟易していたところ、ヘロデスが自身のストア派知識を用いて巧みに黙らせた。

## 遺産
ヘロデスにまつわる建造物・考古遺跡は多く残っている。その例として以下がある。
- パナシナイコスタジアム（スタディオン）
- ヘロデス・アッティコス音楽堂（オデオン）
- ヘロデス・アッティコスのヴィラ（英語版）（アテネ近郊のキフィシア（英語版）など各地のヴィラ[1]）
- デルフォイのスタジアム（英語版）
- アレクサンドリア・トローアスの水路橋
- オリンピアのニンファエウム（英語版）（オリュンピアのニュンパイオン[1]）
- カッファレッラ公園（英語版）にあるエゲリアのニンファエウム

そのほか、アテネのヘロデス・アッティコス通り（ヘロドゥー・アッティクー通り）などの名前の由来になっている。
ヘロデスの墓の所在は、墓碑などが出土したパナシナイコスタジアム東の丘とするのが長らく定説だったが、1990年代から、スタジアム地中説や、地中と丘の複合墓説が提唱されるようになった。

### ギャラリー

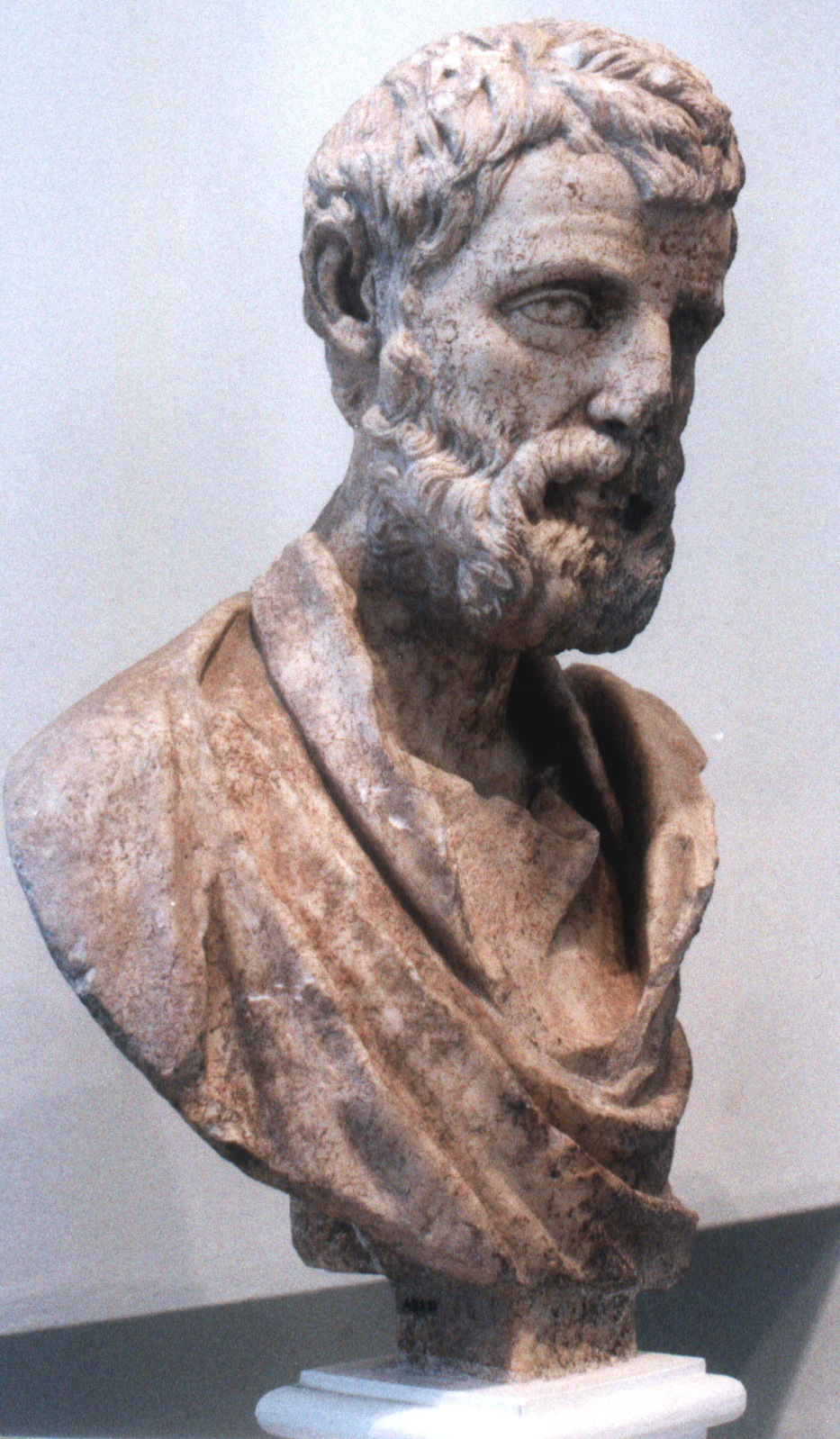
ヘロデスの胸像（アテネ国立考古学博物館蔵、アテネ近郊キフィシア（英語版）のヴィラ跡地出土）
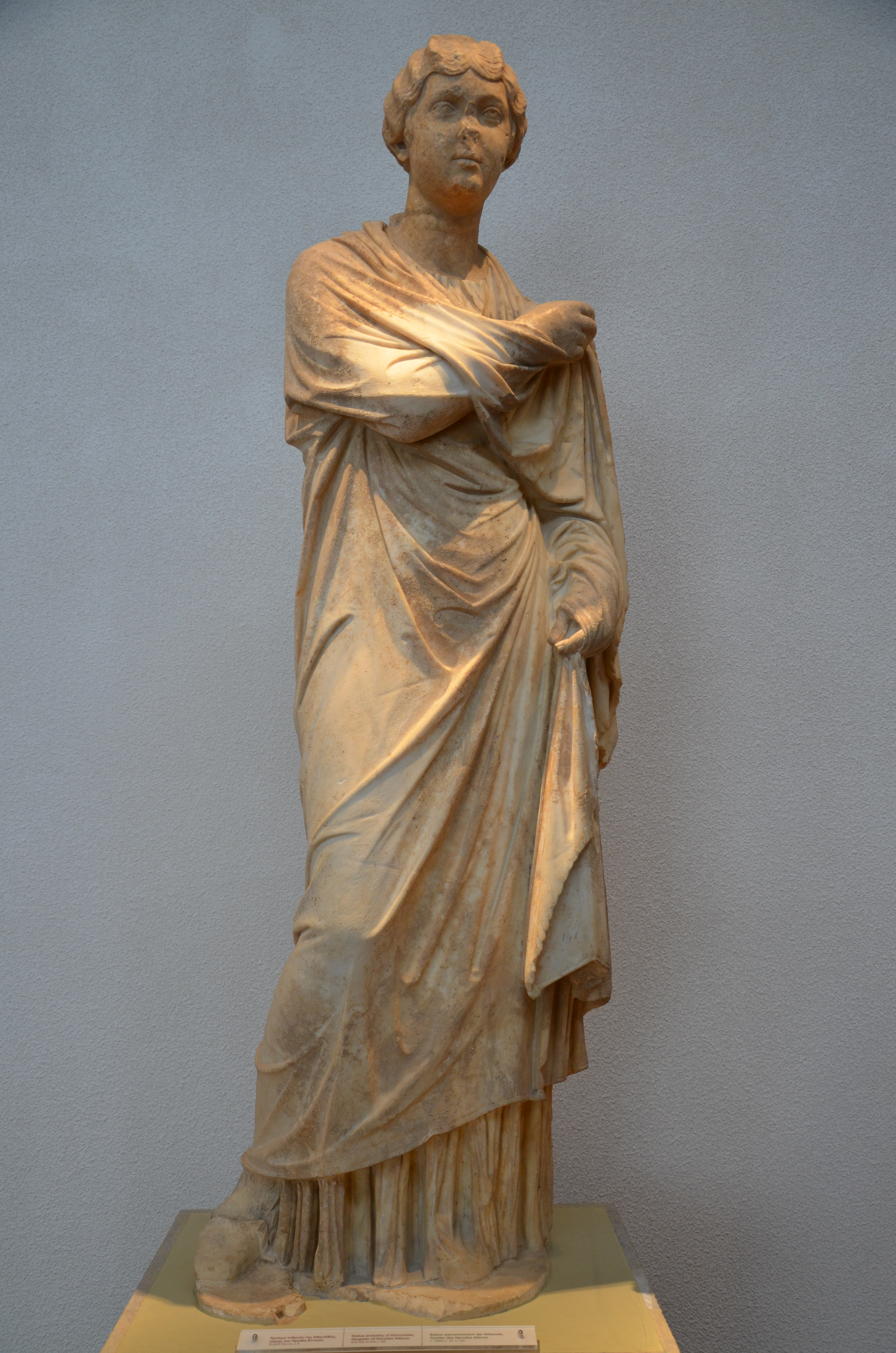
早逝した実娘アテナイス（英語版）の像（オリンピア考古学博物館（英語版）蔵、オリンピアのニンファエウム（英語版）の一部）
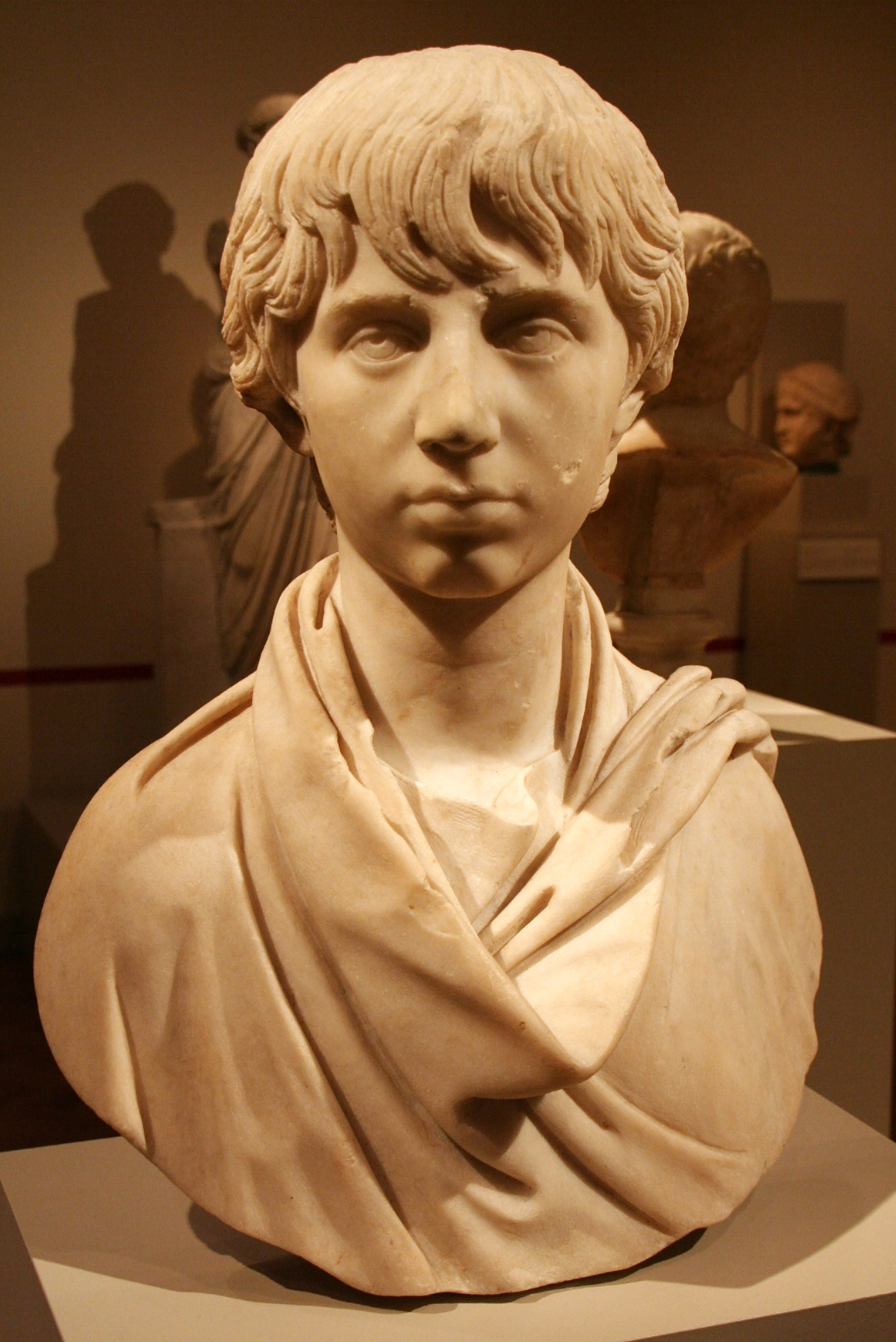
早逝した養子ポリュデウケスの胸像（ベルリン旧博物館蔵、アテネ近郊出土）
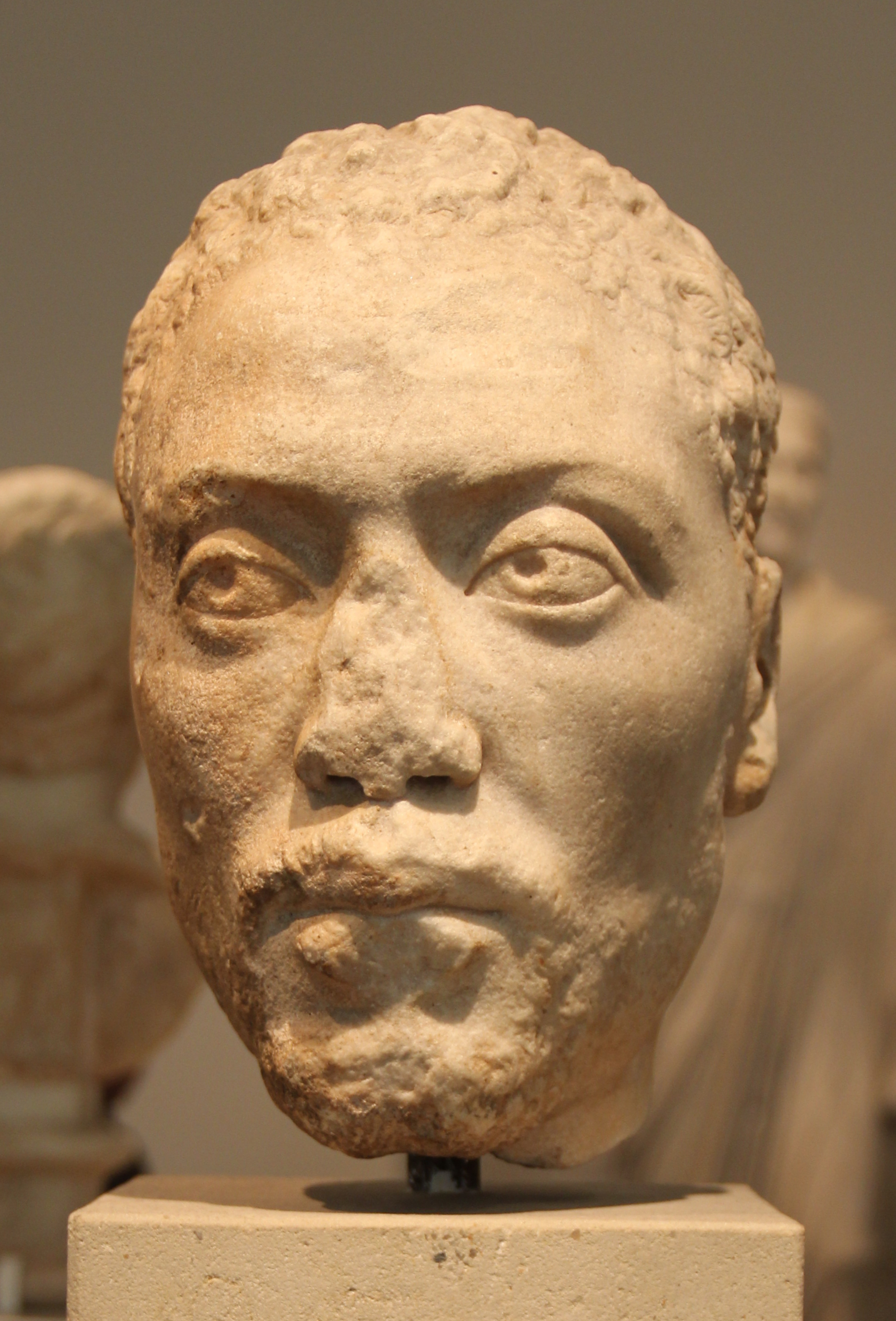
早逝した養子メムノンの胸像（ベルリン旧博物館蔵、アルカディアのヴィラ跡地出土）
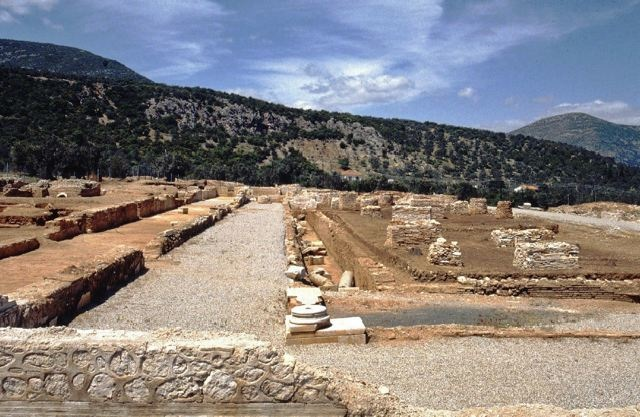
アルカディアのヴィラ跡地

### 一次文献
- アウルス・ゲッリウス著 / 大西英文訳『アッティカの夜 1』京都大学学術出版会〈西洋古典叢書〉、2016年。ISBN 9784876989157。
- パウサニアス著 / 馬場恵二訳『ギリシア案内記（上）』岩波書店〈岩波文庫〉、1991年。ISBN 4003346017。
- ピロストラトス、エウナピオス著 / 戸塚七郎、金子佳司訳『哲学者・ソフィスト列伝』京都大学学術出版会〈西洋古典叢書〉、2001年。ISBN 9784876981311。

### 二次文献
- Pomeroy, Sarah B. (2007). The murder of Regilla: a case of domestic violence in antiquity. Cambridge, MA: Harvard University Press
- 桑山由文「アテナイへの「あこがれ」とピロストラトス」『西洋古典叢書月報』第82号、京都大学学術出版会〈西洋古典叢書〉、2010a。（ピロストラトス著 / 秦剛平訳『テュアナのアポロニオス伝1』ISBN 978-4876981854 の付録）
- 桑山由文「書評 Sarah B. Pomeroy, The Murder of Regilla: A Case of Domestic Violence in Antiquity, Cambridge, MA: Harvard University Press, 2007」『西洋古代史研究』第10号、京都大学大学院文学研究科、2010b。 NAID 120002770522。
- 桑山由文「ハドリアヌス帝のアテナイ「復興」とヘロデス・アッティクス父子」『史窓』第68号、京都女子大学史学会、2011年。 NAID 120006953917。
- 納富信留「ソフィストをめぐる哲学史の屈折」『西洋古典叢書月報』第30号、京都大学学術出版会〈西洋古典叢書〉、2001年。（上記『哲学者・ソフィスト列伝』の付録）
- 古川堅治「ヘロデス・アッティコスの墓 ローマ時代のアテナイの富裕市民の生活と善行(エヴェルジェティズム)の一断面(上)」『マテシス・ウニウェルサリス』11(1)、獨協大学国際教養学部言語文化学科、257-278頁、2009年。 NAID 40016938701。
- 古川堅治「ヘロデス・アッティコスの墓 ローマ時代のアテナイの富裕市民の生活と善行(エヴェルジェティズム)の一断面(下)」『マテシス・ウニウェルサリス』12(2)、獨協大学国際教養学部言語文化学科、101-125頁、2011年。 NAID 40018914098。
- 松原國師『西洋古典学事典』京都大学学術出版会、2010年。ISBN 9784876989256。